# 阿尔特里普 (摩泽尔省)
阿尔特里普（法語：Altrippe，法語發音：[altʁip]）是法國大東部大區摩泽尔省的一個市镇，属于福尔巴克-布莱摩泽尔区。

## 地理
阿尔特里普（49°1'44"N, 6°49'11"E）面积4.88 平方千米，位于法国大東部大區摩泽尔省，该省份为法国东北部内陆省份，是洛林的一部分，西南接默尔特-摩泽尔省，东临下莱茵省，北与卢森堡和德国接壤。
与阿尔特里普接壤的市镇（或旧市镇、城区）包括：弗雷梅斯特罗夫、埃利梅尔、奥斯特、拉南、莱维莱尔、马克什塔特。

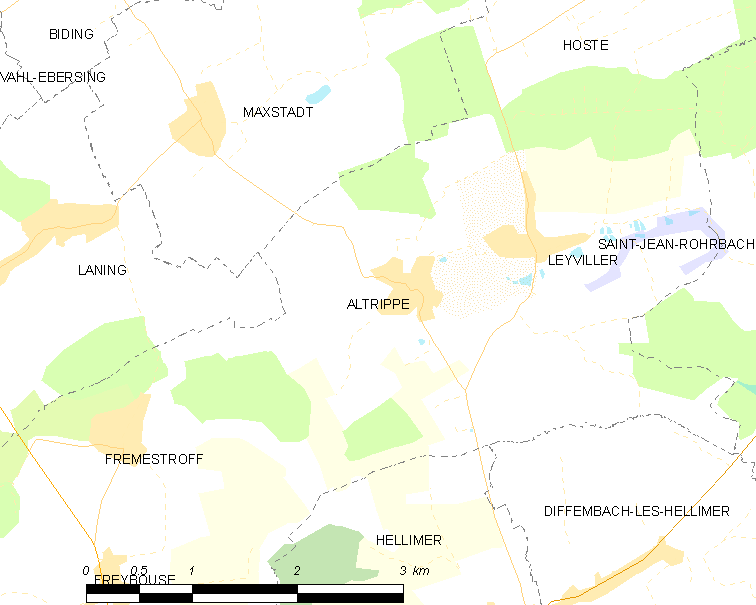
的OSM定位图

阿尔特里普的时区为UTC+01:00、UTC+02:00（夏令时）。

## 行政
阿尔特里普的邮政编码为57660，INSEE市镇编码为57014。

## 政治
阿尔特里普所属的省级选区为萨拉尔布县。

## 人口

1962-2008年间人口变化图示

阿尔特里普于2022年1月1日时的人口数量为368人。